# Marià Cubí i Soler
Marià Cubí i Soler   (Malgrat de Mar, 15 de desembre de 1801 - Barcelona, 5 de desembre de 1875) fou un lingüista i frenòleg català.

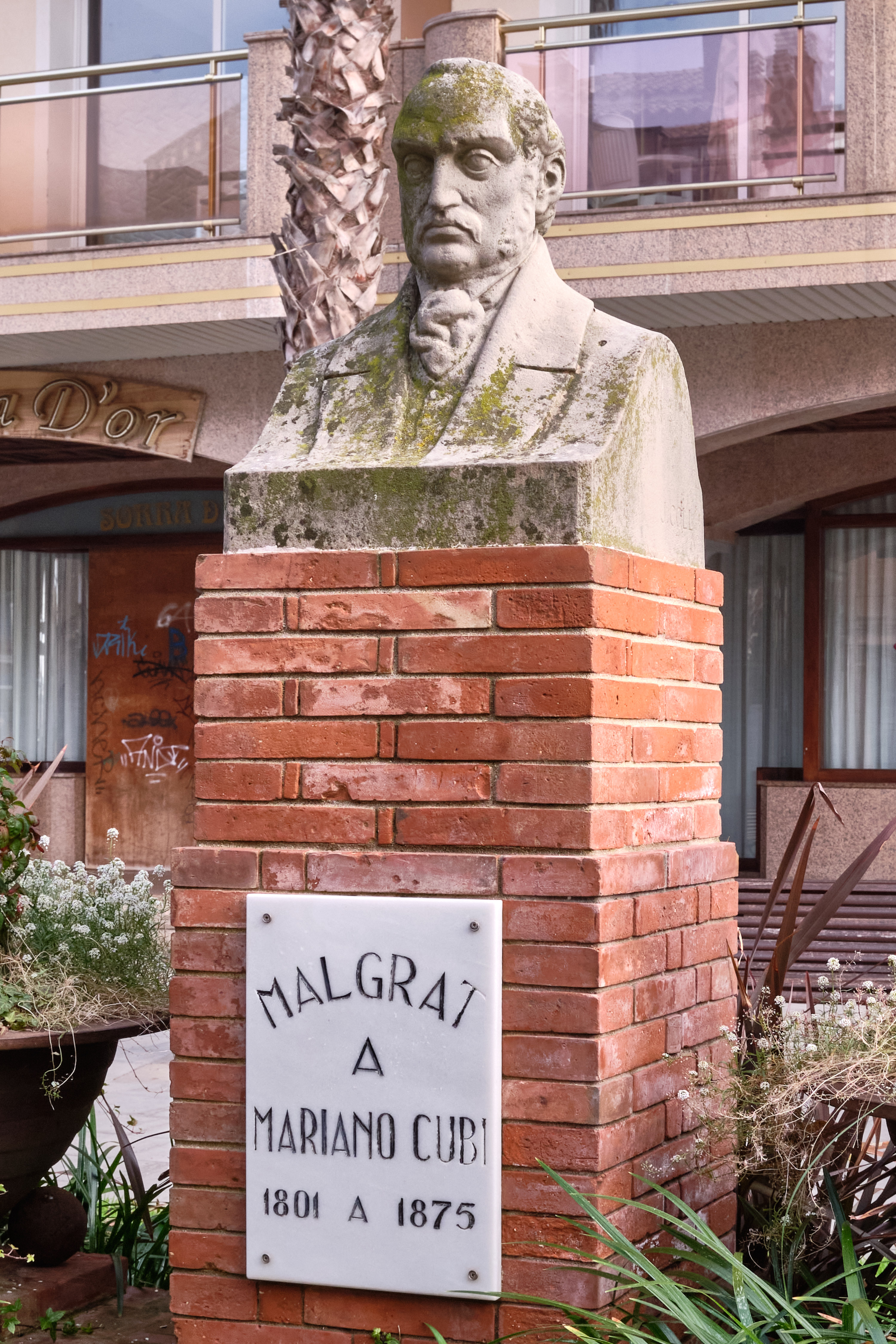
Escultura a Malgrat de Mar

Quan Catalunya fou ocupada per les tropes franceses i incorporada a l'Imperi Napoleònic (1810) es va traslladar amb la seva família a Maó (Menorca), aleshores ocupada pels britànics. El 1819 la família tornà a Malgrat però ell es quedà a Maó aprenent idiomes, i el 1820 va marxar als Estats Units. Va viure un temps a Washington DC i després va viure vuit anys a Baltimore, on fou professor d'espanyol al Col·legi Saint Mary. El 1829 marxà a l'Havana, on fundà amb Juan Olivella l'Escola Buenavista, primer centre d'ensenyament secundari a Cuba, i la Revista Bimestre Cubana (1831).
El 1832 marxà a Nova Orleans i d'allí cap a Tampico (Mèxic), on hi fundà amb el comerciant Tomàs Rosell l'escola Fuente de la Libertad. El 1835 tornà a Nova Orleans i s'interessà per la frenologia, desenvolupada pel fisiòleg alemany Franz Joseph Gall el 1796, i va recórrer hospitals, universitats i presons dels Estats Units observant cranis. El 1837 fou nomenat catedràtic d'idiomes moderns a la Universitat de Louisiana, càrrec que deixà el 1842 per a tornar a Barcelona amb la intenció de difondre la frenologia.
Un cop a Barcelona va visitar presons i hospitals, alhora que editava un manual de frenologia. També es comença a interessar pel magnetisme animal de Franz Anton Mesmer, antecedent de l'hipnotisme, i per la fisiognomonia. A partir de 1845 viatja per tot Espanya donant cursos i conferències per a difondre la frenologia, però el maig de 1847 fou detingut a la Corunya i processat pel Tribunal Eclesiàstic de Santiago de Compostel·la. Després de romandre captiu onze mesos fou alliberat sense càrrecs l'abril de 1848.
Aleshores tornà a Barcelona, on va dirigir la revista La Antorcha (1848-1850), de caràcter científic i lingüístic, i va publicar un manual de frenologia que serà traduït al francès el 1858 sota el mecenatge del mateix Napoleó III. Interessat per la lingüística, va proposar una reforma ortogràfica del castellà i va prologar el llibre d'Antonio Fernández y Morales Ensayos poéticos en dialecto berciano (1861), col·lecció de poemes en gallec d'El Bierzo. El 1867 va visitar París per veure l'Exposició Universal i recorregué Bèlgica i Alemanya. Després tornà a Barcelona, on dedicà la resta de la seva vida a escriure tractats per difondre la frenologia.
Morí solter el 5 de desembre de 1875 al carrer de Diputació, núm. 363, 2n pis, de Barcelona, als setanta-tres anys.

## La frenologia segons Cubí
Marià Cubí assenyalà com a principis bàsics de la frenologia:
- Les facultats de l'ànima són innates
- El cervell és l'òrgan de l'ànima.
- L'ànima manifesta diverses facultats que exercita a través dels òrgans del cervell.
- Grandària i forma del cervell estan en funció de la grandària i forma del crani.
- Tota facultat de l'ànima té el seu llenguatge especial.

També se'l considera precursor de la criminologia, ja que s'anticipà a les teories de Cesare Lombroso afirmant la teoria de l'existència dels criminals nats incorregibles i irresponsables.

## Obres
- Extractos de los más célebres escritores y poetas españoles (Baltimore, 1822)
- Gramática de la lengua castellana adaptada a toda clase de discípulos ... (1824)
- El traductor español; or, A new and practical system for traslating the spanish language (1826)
- Introducción a la frenología (Nova Orleans, 1836)
- A new Spanish grammar (1840)
- Manual de frenología (Barcelona, 1844)
- Sistema completo de frenología con sus aplicaziones al adelanto i mejoramiento del hombre individual i sozialmente considerado (Barcelona, 1846)
- Manual práctico de magnetismo animal (1845)
- Polémica religioso-frenolójico-magnética (1848)
- Elementos de frenolojía, fisonomía i magnetismo humano en completa harmonía (1849)
- La frenolojía y sus glorias (1853)
- La phrénologie régénérée (París, 1858)

## Marià Cubí a la Literatura
- Arencón Arias, Toni. L'ànima de l'assassí.  Cossetània Edicions, 2015. ISBN 978-84-9034-340-1. Premi Ribera d'Ebre de narrativa 2014[4][5][6]
- Carnicer, Ramón. Entre la ciencia y la magia: Mariano Cubí.  Editorial Seix Barral, 1969.